# Tornades de pierres
Pour plus de détails, voir Fiche technique et Distribution.
Tornades de pierres (Stonados) est un téléfilm américain réalisé par Jason Bourque et diffusé le 23 novembre 2013 sur Syfy et sur Showcase au Canada.

## Synopsis
Une tornade anormale s'abat sur Boston. Celle-ci est accompagnée de chutes de rochers. Un ancien chasseur de tempêtes, Joe Randall tente alors de sauver la ville.

## Fiche technique
- Tire original : Stonados
- Titre en français : Tornades de pierres
- Réalisation : Jason Bourque
- Scénario : Rafael Jordan
- Société de production : Two 4 The Money Media
- Pays :  États-Unis
- Genre : Science-fiction
- Durée : 84 minutes
- Date de sortie :
  -  États-Unis : 23 novembre 2013

## Distribution
- Paul Johansson (VF : Mathieu Buscatto) : Joe Randall
- Sebastian Spence (VF : Maurice Decoster) : Lee Calrton
- Miranda Frigon (VF : Chantal Baroin) : Maddy
- Jessica McLeod : Megan
- Dylan Schmid : Jackson
- William B. Davis : Ben
- Grace Vukovic : Julie
- Ben Witmer : Jake
- Thea Gill : Tara Laykin

 Source et légende : version française (VF) sur RS Doublage